# Płamen Penew
Płamen Penew (bg. Пламен Пенев; ur. 24 lipca 1975) – bułgarski zapaśnik walczący w stylu wolnym. Olimpijczyk z Atlanty 1996, gdzie zajął dwunaste miejsce w kategorii 82 kg.
Dziesiąty na mistrzostwach świata w 1999. Czwarty na mistrzostwach Europy w 1996 roku.
- Turniej w Atlancie 1996

Pokonał Crisa Browna z Australii a przegrał z Kubańczykiem Arielem Ramosem i Awtandilem Gogoliszwilim z Gruzji.